# Стратегические пункты управления
АО «Корпорация „Стратегические пункты управления“» (Корпорация «СПУ-ЦКБ ТМ», до 2012 года — Центральное конструкторское бюро тяжелого машиностроения, ЦКБ ТМ) — советское и российское конструкторское бюро.
Организовано 26 мая 1947 года в Москве, когда в соответствии с постановлением Совета министров СССР на базе завода «Подъёмник» была создана группа конструкторов из состава конструкторского бюро завода и института «ВНИИПТМАШ» с целью разработки комплекса оборудования наземного базирования для первой советской ракеты Р-1. Многократно переименовывалось: с 1947 года — КБ завода «Подъёмник», с 1948 года — СКБ при заводе «Подъёмник», с 1958 года — Государственное предприятие Центральное конструкторское бюро тяжёлого машиностроения, с начала 1990-х годов — ФГУ Центральное конструкторское бюро тяжёлого машиностроения, с 2012 года — АО "Корпорация «Стратегические пункты управления».
Первая межконтинентальная ракета, первый спутник и первый космонавт были выведены на околоземную орбиту с применением агрегатов наземного оборудования, разработанных специалистами ЦКБ ТМ.
Имеет филиалы и структурные подразделения в Санкт-Петербурге, Свердловской и Архангельской областях.
Основное направление деятельности — разработка и создание наземного оборудования боевой и космической ракетной техники.
Входит в госкорпорацию «Роскосмос», является её дочерним предприятием.

## История
Завод «Подъёмник» на базе которого было создано конструкторское бюро, ведёт свою историю с 1898 года. В этом году были основаны мастерские германского акционерного общества «Альфред Гутман и Компания», в «Подъёмник» завод был переименован в 1917 году после национализации. Завод был одним из главных поставщиков в СССР первых электрифицированных мостовых кранов, для строек первых пятилеток. Всесоюзный научно-исследовательский институт подъемно-транспортного машиностроения (ВНИИПТМАШ), специалисты которого были также привлечены для работы в новом КБ, был создан в 1930 году с целью проектирования подъёмно-транспортного оборудования в СССР.
Перед новым конструкторским бюро была поставлена задача разработки наземных комплексов для запуска первых советских ракет. К 1950-м годам специалисты бюро разработали оборудование для запуска ракет (подъёмно-установочные агрегаты): Р-1, Р-2, Р-5, Р-7. Для работы над ракетой Р-7 в 1948 году КБ было выведено отдельную структурную единицу.
7 августа 1958 года КБ было выделено в самостоятельную организацию с переименованием в Центральное конструкторское бюро тяжёлого машиностроения (ЦКБ ТМ).
К 1970-м годам специалисты конструкторского бюро создали: подъёмно-установочные агрегаты для боевых ракетных комплексов с ракетами Р-1, Р-2, Р-5 и Р-5М, Р-7 и Р-7А, Р-12 и Р-12У, Р-14, Р-36 и Р-36орб, УР-100У, УР-100Н и УР-100Н УТТХ, МРУР-100 и МРУР-100УТТХ; стартовые агрегаты для ракет Р-11 и Р-17; защитные устройства для комплексов с ракетами Р-9А, Р-12У, Р-14У, УР-100, УР-100У, УР-100Н, УР-100Н УТТТХ, РТ-23УТТХ и «Тополь-М».
Также в это время велись разработки подъёмно-установочного оборудования, башен и ферм обслуживания, заправочных кабель-мачт, систем экстренной эвакуации и других агрегатов наземного оборудования для ракетно-космических комплексов типа «Восток», «Союз», «Мир», «Протон», «Н-1», «Энергия-Буран», международной программы «Морской старт».
С 1970 года перед специалистами бюро была поставлена новая задача — разработка сверхзащищённых командных пунктов и пунктов управления ракетных комплексов различного вида базирования для нужд Министерства обороны СССР. Во взаимодействии с другими предприятиями страны при участии конструкторов КБ были разработаны подземные комплексы базирования для ракетных систем: УР-100У, УР-100Н и УР-100Н УТТХ, МРУР-100 и МРУР-100УТТХ, Р-36М, Р-36М УТТХ, Р-36М2, РТ-23УТТХ и «Тополь-М».
В 1990-х годах ЦКБ ТМ получило статус унитарного предприятия, а в 2012 году было преобразовано в акционерное общество "Корпорация «Стратегические пункты управления».
В 2000-х годах основными направлениями деятельности предприятия остаётся создание командных пунктов и пунктов управления ракетных комплексов, включающих в себя: разработку стационарных и выдвижных антенно-фидерных устройств; разработку систем пластической амортизации; создание агрегатов наземного оборудования: установщиков, башен обслуживания, заправочно-дренажных устройств и другого оборудования.